# Lady Dimitrescu
Alcina Dimitrecu /ɑːltʃiːnɑː dɪmɪtrɛsk/, mieux connue sous le nom de Lady Dimitrecu , est un personnage fictif du jeu vidéo de survival horror Resident Evil Village, publié par Capcom en 2021. Antagoniste parmi les plus importants de Village, elle est présentée comme une aristocrate géante aux traits de vampire. Elle réside avec ses trois filles au château Dimitrecu , sa forteresse située à proximité du village roumain éponyme où s'aventure le protagoniste Ethan Winters. Dimitrecu gouverne le village aux côtés de trois seigneurs mutants, sous la supervision d'un chef suprême connu sous le nom de Mère Miranda.
Dès les avant-premières et les démos de Village publiées par Capcom entre fin 2020 et début 2021, Lady Dimitrescu a, de manière inattendue, gagné en popularité à l'international et fait l'objet de quantité de créations de fans, comme des fan arts, des cosplays, des mèmes et des œuvres érotiques. Des journalistes et commentateurs ont relevé cette tendance, qui a commencé bien avant la sortie de Village le 7 mai 2021, et ont attribué la montée rapide de l'intérêt des fans pour le personnage à divers aspects de son apparence et à son sex-appeal. Cependant, malgré cet accueil populaire, de nombreux fans et critiques ont été déçus par le peu de temps d'écran qui lui est alloué.

## Concept et création

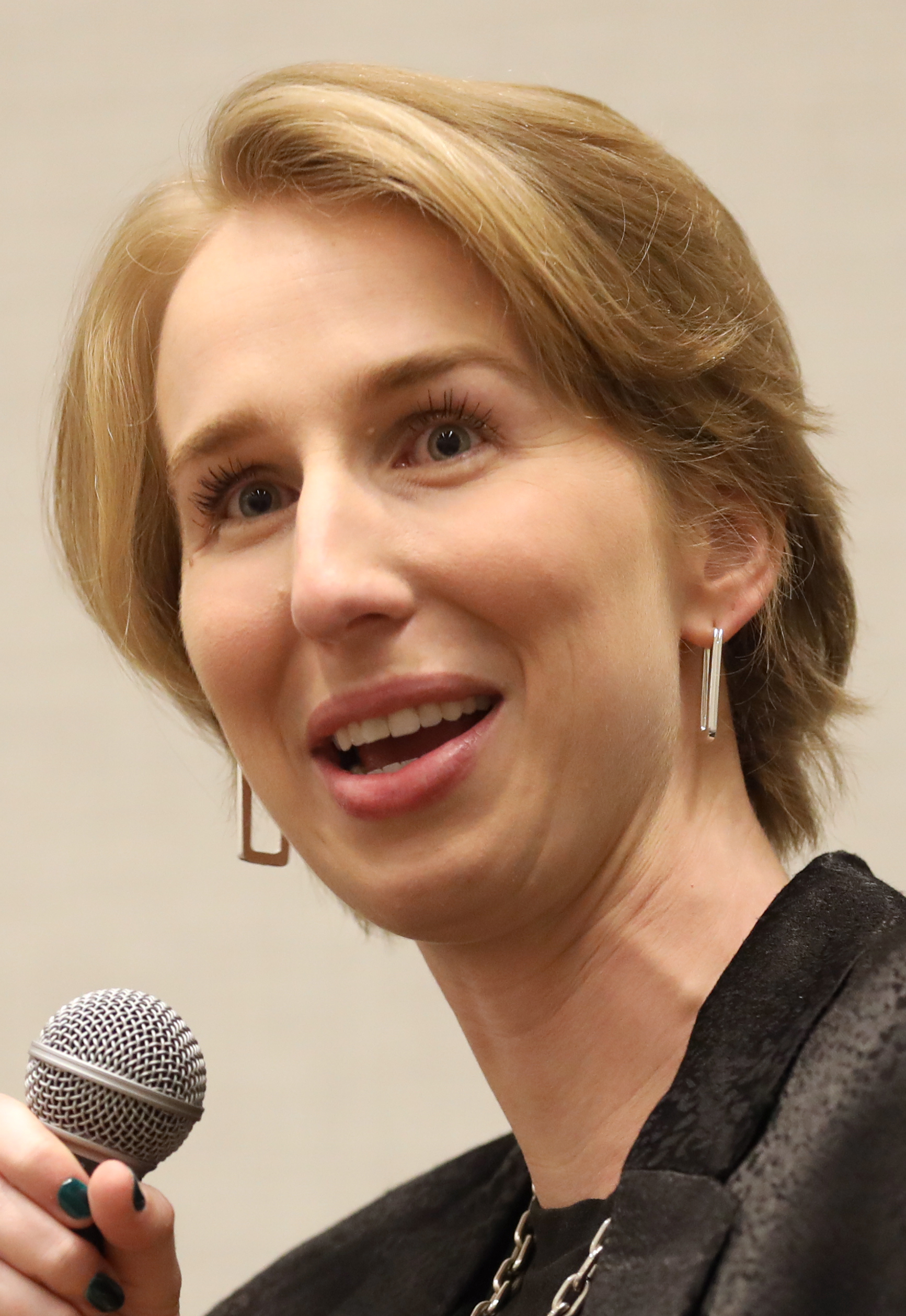
photo de Maggie Robertson, voix anglaise d'Alcina Dimitrescu

Créée par Capcom pour le jeu vidéo Resident Evil Village, Lady Dimitrecu est née du désir de créer un personnage de femme fatale charismatique.  Elle est conçue pour être l'archétype du maléfique « vampire envoûtant », le développeur souhaitant revisiter les racines survival horror de la franchise Resident Evil,. Le nom Dimitrescu se prononce Dimitrisk, la lettre finale « u » étant silencieuse.  Le personnage est inspiré de l'aristocrate hongroise du XVIe siècle Élisabeth Báthory, de la légende urbaine japonaise de Hasshaku-sama (ou Hachishaku-sama) reprise comme histoire de fantômes sur internet, ainsi que de la représentation d'Anjelica Huston en tant que Morticia Addams dans la famille Addams,. Certaines caractéristiques de Lady Dimitrescu font également référence à Ramon Salazar de Resident Evil 4, un antagoniste secondaire qui avait marqué de nombreux joueurs comme adversaire mémorable.
Selon Tomonori Takano, le directeur artistique de Resident Evil Village, l'équipe de développement s'éloigne volontairement des éléments simplistes comme les zombies, et crée plutôt des situations uniques et des personnages mémorables qui suscitent la peur d'une nouvelle manière, poursuivant ainsi la démarche entamée dans Resident Evil 7: Biohazard, le prédécesseur de Village. Boss de la zone du château Dimitrescu, Lady Dimitrescu apparaît comme une ennemie presque invulnérable, aux longues griffes acérées et rétractables. Dimitrescu est programmée pour traquer le personnage jouable Ethan Winters dans tout son château ; elle est censée être constamment évitée par le joueur, tout comme M. X de Resident Evil 2 et son remake de 2019, ou comme les membres de la famille Baker de Resident Evil 7,.
Dimitrescu commande ses « filles » Bela, Cassandra et Daniela comme ses subordonnées. Produits de ses expériences avec le parasite Cadou, leurs corps sont composés de mouches qui s'agrègent sous la forme des cadavres dévorés et ne peuvent se former que dans les murs du château. Le Château Dimitrescu est à l'origine imaginé comme étant habité par « des dizaines et des dizaines » de filles de Dimitrescu, mais la famille a finalement été réduite à Alcina Dimitrescu et ses trois filles à l'issue des tests sur le rythme du jeu. Dimitrescu et ses filles, qui se disputent l'attention et l'approbation de leur mère, se nourrissent de sang humain ; les restes de leurs victimes masculines sont crucifiés et exposés à l'extérieur du Château Dimitrescu. On dit que Dimitrescu fait preuve d'une attitude protectrice très maternelle envers ses filles, ce que les développeurs laissent entendre en présentant son histoire comme parallèle à celle de la propre famille d'Ethan, que celui-ci tente également de protéger.
Dimitrescu mesure 2,9 mètres de haut, en prenant en compte son chapeau et ses talons hauts,. Comme Takano voulait éviter les images gothiques typiques associées aux anciens jeux Resident Evil et au genre horrifique dans son ensemble, le design visuel des Dimitrescu fait à la place référence aux tendances de la mode des années 1930. Les vêtements finement brodés des trois sœurs arborent les armoiries aux motifs floraux de la famille Dimitrescu. Lady Dimitrescu apparaît tout d'abord dans un premier prototype qui utilise le modèle de l'épouse d'Ethan, Mia Winters de Resident Evil 7, mais avec un chapeau et une robe, ce qui lui a donné une apparence fantomatique, mais pas suffisamment effrayante. L'équipe a donc augmenté l'échelle du modèle dans le jeu et remarqué qu'avec les accessoires, l'effet était bien là. Sur la base de ce prototype, l'une des premières images conceptuelles de Lady Dimitrescu dessinée par Takano impliquait son visage imposant se penchant pour franchir une porte et lui conférait presque trois mètres de hauteur, ce qui, selon lui, devait faire l'objet d'une scène dans la version finale du jeu, en plus d'être présent dans le premier trailer.

## Promotion commerciale et marchandise
Pour promouvoir Resident Evil Village, Capcom a distribué des figurines grandeur nature de Lady Dimitrescu dans les magasins de jeux vidéo. À Hong Kong, du matériel promotionnel mettant en vedette le personnage a été affiché dans les transports en commun au début de l'année 2021.  Parmi les marchandises notables présentant le personnage, on peut voir des serviettes grandeur nature qui ont été offertes comme prix aux participants japonais d'un concours organisé sur Twitter. La cosplayeuse professionnelle Yaya Han a publié une vidéo sponsorisée par Capcom sur sa chaîne YouTube, qui documente le processus derrière ses cosplays du personnage en avril 2021,. Le 30 avril 2021, une mini-série de marionnettes mettant en vedette Dimitrescu aux côtés de ses pairs a été diffusée sur la chaîne YouTube officielle biohazard,. Son image a été reprise par des marques tierces telles que Domino's Pizza Malaysia pour promouvoir leurs produits.

## Accueil
Lady Dimitrescu a reçu un accueil très positif de la part des critiques et des joueurs après son apparition initiale dans une bande-annonce promotionnelle pour Resident Evil Village dévoilée en 2020, et pour son apparition dans la démo exclusive PlayStation 5 Maiden publiée le 21 janvier 2021,,,. En février 2021, Takano a publiquement reconnu ce qu'il a décrit plus tard comme une réponse étonnamment enthousiaste au personnage,,. Même si le lancement de Village était prévu pour le 7 mai 2021, la montée en popularité de Dimitrescu au début de 2021 a conduit à une importante exploitation de l'image du personnage à travers le fan art, ; recevant une publicité faite par des fans eux-mêmes,, par des individus notables tels que Han ou la médaillée de bronze olympique Ekaterina Lisina; et les mèmes Internet, qui impliquaient parfois la participation d'autres développeurs de jeux vidéo sur les réseaux sociaux,,,. Dimitrescu a fait l'objet de mods de jeux vidéo réalisés par les fans ; comme un mod pour Fallout 4 qui recrée sa robe ivoire à manches longues pour être portée par le personnage du joueur, ou un mod pour Village qui remplace le visage de Dimitrescu par celui de Thomas the Tank Engine, Eurogamer le décrivant comme « l'acte phare » des « mods florissants de la scène » du jeu,. En mars 2021, dans une liste de personnages et de marques inclus dans une enquête distribuée aux joueurs de Fortnite, Epic Games a inclus Lady Dimitrescu aux côtés des protagonistes de la série, Jill Valentine et Ethan Winters, afin d'évaluer l'intérêt pour de futures promotions crossover.
Plusieurs commentateurs ont longuement discuté du phénomène derrière la popularité du personnage, beaucoup identifiant sa taille inhabituellement grande comme élément-clé de l'intérêt des fans,,,,. Leon Hurley de GamesRadar+ a constaté que Dimitrescu n'est pas le méchant principal de Village ou son personnage le plus important, mais qu'il est néanmoins devenu plus important, populaire, discuté et reproduit que ce qui était initialement prévu ou envisageable. À la lumière de l'accueil positif du personnage, Jess Kinghorn, de GamesRadar+ également, a suggéré que l'industrie du jeu vidéo devrait être moins obsédée par la jeunesse, et mettre en vedette des personnages féminins plus âgés à la caractérisation approfondie.
Certains commentateurs ont suggéré qu'une partie de l'intérêt des fans pour le personnage est de nature érotique ou sexuelle, et plus particulièrement lié à la domination féminine. La popularité de Dimistrescu a en effet inspiré une quantité importante de pornographie et de fétichisme sexuel ou érotique chez les fans,,. Le personnage aurait notamment suscité un certain intérêt pour le piétinement, l'acte d'être piétiné par un partenaire jouant un rôle sexuellement dominant. L'écrivaine érotique professionnelle Gemma Glitter a attribué une part de l'intérêt pour le personnage à la macrophilie, dans ce cas une fascination pour les femmes de taille gigantesque. Steven T. Wright de Input Mag a rapporté que le sex-appeal de Lady Dimitrescu représente la fétichisation de la hauteur de leur corps pour plusieurs femmes de grande taille bien réelles, car elle est considérée comme « à la fois un symbole de leur propre pouvoir et de leur allure, et un rappel douloureux des stigmates sociaux complexes que la société attache au corps de la femme ».